# Shizuoka (prefektura)
Shizuoka (japanski: kanji 静岡県, romaji: Shizuoka-ken) je velika prefektura u današnjem Japanu. 
Nalazi se južnoj obali središnjeg dijela otoka Honshūa u chihō Chūbuu.
Glavni je grad Shizuoka.
Organizirana je u 5 okruga i 35 općina. ISO kod za ovu pokrajinu je JP-22.
1. srpnja 2010. u ovoj je prefekturi živio 3,774.471 stanovnik.
Simboli ove prefekture su cvijet azaleje (Rhododenron), drvo kinkomusei (Osmanthus fragrans var. aurantiacus) i ptica japanska rajska muharica (Terpsiphone atrocaudata).